# Nornica
Nornica (Clethrionomys) – rodzaj ssaków z podrodziny karczowników (Arvicolinae) w obrębie rodziny chomikowatych (Cricetidae).

## Zasięg występowania
Rodzaj obejmuje gatunki występujące w Eurazji i Ameryce Północnej.

## Morfologia
Długość ciała (bez ogona) 85–135 mm, długość ogona 21–72 mm; masa ciała 14,5–61 g.

## Systematyka
Rodzaj zdefiniował w 1850 roku niemiecki przyrodnik Wilhelm Gottlieb Tilesius von Tilenau w artykule poświęconym kilku gatunkom gryzoni z Bawarii, opublikowanym w czasopiśmie Isis: encyclopädische Zeitschrift vorzüglich für Naturgeschichte, Physiologie etc. Tilesius von Tilenau wymienił dwa gatunki – Mus glareolus von Schreber, 1780 i Mus rutilus Pallas, 1779 – Gatunkiem typowym jest (późniejsze oznaczenie) Mus rutilus Pallas, 1779.

### Etymologia
- Clethrionomys: gr. κλειθρον kleithron ‘zarośla, żywopłot’; μυς mus, μυος muos ‘mysz’[1]. Gatunek typowy: Mus glareolus Schreber, 1780.
- Evotomys (Euotomys, Eotomys): gr. ευ eu ‘dobry’; ους ous, ωτος ōtos ‘ucho’; μυς mus, μυος muos ‘mysz’[14]. Gatunek typowy (oznaczenie monotypowe): Mus rutilus Pallas, 1779.
- Glareomys: łac. glarea ‘żwir’[15]; gr. μυς mus, μυος muos ‘mysz’[16]. Gatunek typowy (oznaczenie monotypowe): Mus glareolus von Schreber, 1780.
- Acrorhizamys (Acrorhizomys): gr. ακρος akros ‘punkt, czubek’, od ακη akē ‘punkt’[17]; rodzaj Rhizomys J.E. Gray, 1831. Gatunek typowy (oryginalne oznaczenie): †Acrorhizamys sokolovi Topachevsky, 1965.

### Podział systematyczny
W części ujęć systematycznych dla tego rodzaju stosuje się nazwę Myodes ukutą w 1811 roku przez niemieckiego przyrodnika Petera Simona Pallasa. Pallas diagnozując nowy rodzaj wymienił osiem gatunków nie określając jednocześnie gatunku typowego; w 1877 roku amerykański zoolog Elliott Coues wyznaczył jako typ nomenklatoryczny dla Myodes, Mus lemmus Linnaeus, 1758. Jako że Mus lemmus jest gatunkiem z rodzaju Lemmus, Myodes jest młodszym synonimem Lemmus i nie jest dostępny jako nazwa dla nornic; najstarszą obowiązującą nazwą nornic jest Clethrionomys. Do tego rodzaju zalicza się czasem Alticola macrotis, jednak analizy molekularne z wykorzystaniem szerszych zestawów genów z 2020 roku umieszczają ten gatunek w Alticola; jednak analiza to nie obejmowała Clethrionomys i potrzebne są dalsze badania dotyczące wszystkich gatunków w obrębie tych rodzajów, aby w pełni określić ogólną pozycję tego gatunku. Do rodzaju należą następujące gatunki:
| Grafika | Gatunek                    | Autor i rok opisu    | Nazwa zwyczajowa      | Podgatunki         | Rozmieszczenie geograficzne | Podstawowe wymiary                         | Status IUCN |
| ------- | -------------------------- | -------------------- | --------------------- | ------------------ | --- | ------------------------------------------ | ----------- |
|         | Clethrionomys rutilus      | (Pallas, 1779)       | nornica rudogrzbieta  | gatunek monotypowy | północny Półwysep Fennoskandzki na wschód przez Syberię na południe do północno-wschodniej Chińskiej Republiki Ludowej i północnej Japonii, Stany Zjednoczone) (Alaska) i Kanada (na wschód do Zatoki Hudsona) | DC: 8,5–12,3 cm DO: 2,1–5 cm MC: 14,5–50 g | LC          |
|         | Clethrionomys californicus | (Merriam, 1890)      | nornica kalifornijska | 3 podgatunki       | endemit Stanów Zjednoczonych (zachodni Oregon (wybrzeże na południe od rzeki Kolumbia), na południe do północnej części zatoki San Francisco (północno-zachodnia Kalifornia), na wschód do Gór Kaskadowych)    | DC: 8,7–10,9 cm DO: 3,4–5,6 cm MC: 15–40 g | LC          |
|         | Clethrionomys gapperi      | (Vigors, 1830)       | nornica amerykańska   | 29 podgatunków     | środkowa i południowa Kanada oraz Stany Zjednoczone (na południe od Gór Skalistych do Nowego Meksyku, na północ od Wielkich Równin i Appalachów)                                                               | DC: 10–11,4 cm DO: 3–4,4 cm MC: 16–42 g    | LC          |
|         | Clethrionomys glareolus    | (von Schreber, 1780) | nornica ruda          | gatunek monotypowy | zachodnia Europa na wschód do rzeki Jenisej, na północ do arktycznej tundry, na południe do północnej Turcji i północnego Kazachstanu                                                                          | DC: 8–13,5 cm DO: 3,2–7,2 cm MC: 12–61 g   | LC          |
|         | Clethrionomys centralis    | (G.S. Miller, 1906)  | nornica tienszańska   | 2 podgatunki       | lasy w południowo-wschodnim Kazachstanie, Kirgistanie i północno-zachodniej Chińskiej Republice Ludowej (północno-zachodnim Sinciang)                                                                          | DC: 10,4–12 cm DO: 4,1–5,6 cm MC: 24–33 g  | LC          |

Kategorie IUCN:  LC  – gatunek najmniejszej troski.
Opisano również gatunki wymarłe:
- Clethrionomys acrorhiza Kormos, 1933[23] (Rumunia; plejstocen)
- Clethrionomys esperi F. Heller, 1930[24] (Niemcy; plejstocen)
- Clethrionomys hintonianus Kretzoi, 1958[25] (Węgry; pliocen)
- Clethrionomys kretzoii (Kowalski, 1958[26] (Polska; plejstocen)
- Clethrionomys primitivus Popov, 2001[27] (Bułgaria; pliocen)
- Clethrionomys rufocanoides Storch, Franzen & Malec, 1973[28] (Niemcy; plejstocen)
- Clethrionomys sokolovi (Topachevsky, 1965)[6] (Ukraina; pliocen)